# Jean-Marc Pansa
Jean-Marc Pansa (Kourou, 20 agosto 1997) è un cestista francese.

## Palmarès

### Squadra
- Coppa di Francia: 1

Nanterre 92: 2016-17
- Match des Champions: 1

Nanterre 92: 2017
- FIBA Europe Cup: 1

Nanterre 92: 2016-17